# 8110 Гет
8110 Гет (8110 Heath) — астероїд головного поясу, відкритий 27 лютого 1995 року.
Тіссеранів параметр щодо Юпітера — 3,394.